# سیارک ۱۰۱۶۱
سیارک ۱۰۱۶۱ (به انگلیسی: 10161 Nakanoshima، نامگذاری:1994YZ1) ده هزار و صد و شصت و یکمین سیارک کشف شده‌است که در ۳۱ دسامبر ۱۹۹۴ کشف شد.
قدر مطلق سیارک برابر ۱۵٫۵ است.